# ATP Ташкент Оупън
ATP Ташкент Оупън (на английски: ATP Tashkent Open) е професионален тенис турнир. 

## История
ATP Ташкент Оупън е тенис турнир за мъже от веригата Световни сериии и Международни серии на ATP Тур. Той се провежда в Ташкент, Узбекистан в периода 1997-2002 г. Играе се на открити твърди кортове. 

## Финали
| Година | Шампион           | Финалист          | Резултат          |
| ------ | ----------------- | ----------------- | ----------------- |
| 2002   | Евгени Кафелников | Владимир Волчков  | 7 – 6(8–6), 7 – 5 |
| 2001   | Марат Сафин       | Евгени Кафелников | 6 – 2, 6 – 2      |
| 2000   | Марат Сафин       | Давиде Сангвинети | 6 – 3, 6 – 4      |
| 1999   | Николас Кифер     | Жорж Бастъл       | 6 – 4, 6 – 2      |
| 1998   | Тим Хенман        | Евгени Кафелников | 7 – 5, 6 – 4      |
| 1997   | Тим Хенман        | Марк Росе         | 7 – 6, 6 – 4      |